# Fuite des athlètes de la République démocratique allemande
 (février 2018).
Si vous disposez d'ouvrages ou d'articles de référence ou si vous connaissez des sites web de qualité traitant du thème abordé ici, merci de compléter l'article en donnant les références utiles à sa vérifiabilité et en les liant à la section « Notes et références ».
Par fuite des athlètes de la République démocratique allemande, on désigne la fuite des athlètes de cet ancien État, la RDA, vers l'Europe de l'ouest. Selon la justice en RDA, cette fuite était considérée comme un franchissement illégal de la frontière passible d'une sanction. Les sportifs de la RDA ayant fui vers l'ouest de 1952 à 1989 auraient été au moins 615 et furent surnommés les « traîtres du sport » par le Ministère de la sécurité d'Etat (dit la Stasi).

## Motifs
L'équipe sportive de RDA profitait d'une vie privilégiée et de bonnes conditions d'entraînement, cependant de nombreux sportifs décidèrent tout de même de quitter la RDA : les raisons de ces départs étaient multiples. Quelques-uns d'entre eux refusaient les conditions politiques, économiques et sociales prédominantes en RDA. Les sportifs qui s'exprimaient de manière critique ou ceux dont l'attitude défavorable à l'égard du système de la RDA était connue, ont été privés de certaines opportunités dans le sport de compétition. Au même titre, la forte pression causée par l'attente du succès face aux équipes américaines, à qui « ils font la guerre » sur les terrains, était également une raison de vouloir quitter la RDA. En effet les terrains de sport étaient en réalité un champ de bataille dont les protagonistes étaient les États-Unis, la RDA et l'Allemagne de l'Ouest et le rythme de l'évolution des records était proportionnel avec les investissements industriels de ces pays.

## Les différentes manières de fuir la RDA

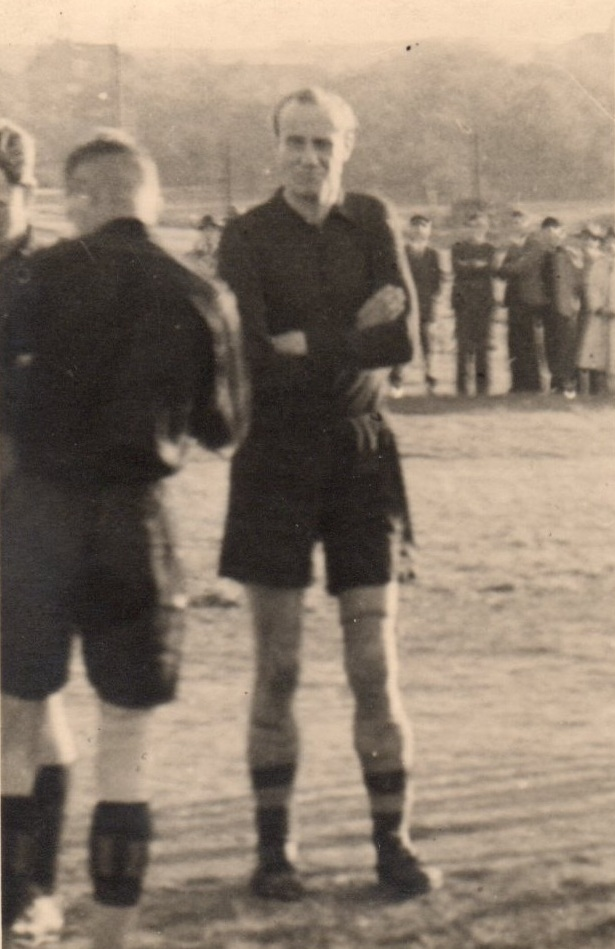
Helmut Schön à Reicherberg en 1946, plus tard il aidera toute l'équipe du SG Dresden-Friedrichstadt à fuir la RDA.

De nombreux athlètes, responsables sportifs et médecins ont quitté la RDA avant même la construction du mur de Berlin. Parfois des équipes entières se déplaçaient vers l'ouest, comme dans le cas de l'équipe de foot SG Dresden-Friedrichstadt sous la direction de l'entraîneur national Helmut Schön  ou comme l'équipe du SC Union Oberschöneweide nouvellement nommée SC Union 06 Berlin qui s'est déplacée vers Berlin-Ouest.
Cependant, après la fermeture définitive de la Frontière inter-allemande, les fuites sont restées des actions individuelles. La manière la plus simple de quitter la RDA était encore de participer à des compétitions en Occident. Là-bas les sportifs avaient une chance de s'enfuir avant, pendant ou après la compétition relativement sans risque d'être inquiétés. Le plus souvent, ils arrivaient à fuir grâce aux fonctionnaires étrangers qui s'occupaient de l'organisation ou encore grâce à des athlètes de l'Allemagne de l'Ouest. Par peur d'une éventuelle répression du Ministère de la Sécurité d'Etat, de tels supports étaient pour la plupart dissimulés et n'ont été révélés qu'à la fin de la Guerre Froide. À la suite de ces multiples évasions et lorsque la RDA participait à des compétitions dans les pays occidentaux, seuls les athlètes considérés comme suffisamment fiables y étaient emmenés et pour éviter toute fuite possible, on leur confisquait tous leurs documents personnels. Les sportifs qui ne se pliaient pas aux règles ou qui n'étaient pas assez performants étaient limités aux voies de fuite classiques qui étaient beaucoup plus risquées et dangereuses. Ainsi, l'ancien champion de l'Allemagne de l'Est sur 400 mètres nage libre Axel Mitbauer a traversé la Mer Baltique à la nage en direction de l'ouest,.

## Répression à travers la sûreté de l'Etat
Pour le gouvernement de la RDA, les évasions d'athlètes éminents ou d'anciens athlètes étaient particulièrement désagréables, car ceux-ci étaient comme des « diplomates en survêtement » qui aidaient à accroître la réputation internationale de la RDA. Par conséquent, le Ministère de la sécurité d'Etat a tenté, à partir du début des années 1970, d'empêcher une éventuelle « fuite de la République » des athlètes grâce à un système de surveillance complet et à des contrôles préventifs sur chaque athlète. Ainsi il existait un processus opératoire central appelé « Traître sportif » qui traitait les cas de 63 athlètes. Le « domaine de protection » du sport englobait en tout au moins 100.000 sportifs ainsi que leurs amis et membres de la famille, et afin d'assurer leur surveillance la Stasi employait au moins 3000 collaborateurs officieux.
Après une évasion réussie, les autorités ont souvent essayé de convaincre les athlètes en question de revenir en utilisant leurs amis et parents, ceux-ci furent massivement mis sous pression par le Ministère de la Sécurité d'Etat. Si cette méthode était infructueuse ou que les fugitifs ne revenaient pas volontairement, leurs proches restés en RDA devaient craindre de devenir des instruments de vengeance pour l'État. Les méthodes de la Stasi incluaient l'espionnage, la manipulation et la diffamation dans la sphère privée, qui visaient, entre autres, à aliéner tous ceux qui en étaient victimes. Ces mesures, dites « de décomposition » ont également été menées hors de la RDA et même les athlètes fugitifs pouvaient en être victimes.
En RDA, les réfugiés étaient souvent stigmatisés dans les médias comme des «traîtres aux idéaux du socialisme» ou alors comme des «victimes de trafiquants sans scrupules»: les pouvoirs publics s'efforçaient de faire disparaître les athlètes et tous les autres fugitifs de la vie publique. Cela pouvait même aller jusqu'à entraîner la suppression des noms des listes de compétition et des statistiques ainsi que la retouche des photos d'équipe. Les rédacteurs sportifs qui ont dû appliquer cette directive ont souvent pris connaissance des tentatives d'évasion en premier.

## Athlètes ayant réussi à fuir

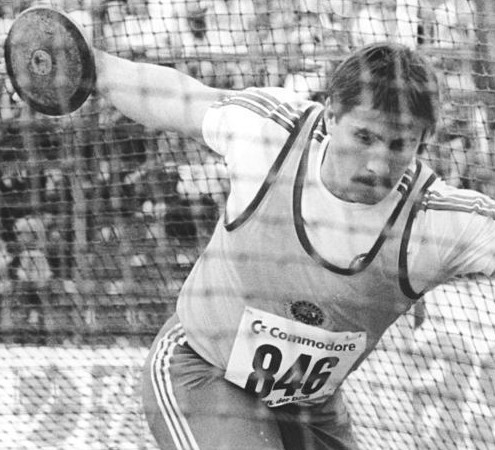
L'athlète Jürgen Schult, grand rival de Wolfang Schmidt, durant un lancer de disque

Selon les comptes de la RDA, le rapport final du processus « Traître sportif » de décembre 1989, obtenu au moyen de l'espionnage d'Etat, a recensé au moins 615 athlètes, entraîneurs et médecins occidentaux ayant fui la RDA entre 1952 et 1989. Wolfgang Schmidt est un ancien lanceur de disque allemand né le 16 janvier 1934 à Berlin. Il a fini deuxième lors des Jeux Olympiques d'été de 1976 à Montréal sous les couleurs de l'Allemagne de l'Est. Après plusieurs déceptions sportives comme sa quatrième place aux Jeux Olympiques de 1980, il voulut tenter sa chance en Allemagne de l'Ouest mais, surveillé par la Stasi, son plan fut découvert et il passa un an et demi en prison. En 1987, après avoir été contraint de devenir entraîneur dans un club de la Stasi, il fut autorisé à émigrer en Allemagne de l'Ouest mais il était trop tard pour qu'il espère se qualifier aux Jeux Olympiques de Séoul en 1988. Lors de la dernière compétition internationale qui opposait l'Allemagne de l'Ouest à l'Allemagne de l'Est, le vainqueur Jürgen Schult d'Allemagne de l'Est refusa de serrer la main que lui tendait Wolfgang Schmidt pour le féliciter : ce fut un scandale assez important dans le monde de l'athlétisme.
D'autres sportifs comme Ines Geipel, une ancienne championne de sprint et en particulier du 400 m, cherchent à dénoncer le dopage d'Etat dont ils se disent victimes et dont les répercussions causent de graves problèmes de santé à long terme . En effet, Ines Geipel souhaite que son vieux record du monde du relais 4 × 100 m, enregistré en 1984 sous la prise de dopants soit rayé définitivement des tablettes officielles. Elle se bat pour elle mais aussi pour les autres athlètes également victimes: elle raconte que dès l'âge de 8 ou 9 ans, elles devaient ingurgiter chaque jour des breuvages à base de stéroïdes anabolisants sans même savoir ce qu'elles buvaient: « Une conspiration d'Etat. Effrayant. J'ai accepté d'écrire un livre pour aider les autres à s'en sortir ». Aujourd'hui certaines d'entre elles, comme Inès le raconte dans l'un de ses ouvrages, sont atteintes de cancer, d'obésité ou encore de difficultés pour avoir des enfants. L'ancienne recordwoman du monde est assez mal vue dans l'ex RDA, où la nostalgie paradoxale de l'Allemagne de l'Est, qui avec ses 17 millions d'habitants pouvait rivaliser avec l'Allemagne de l'Ouest et les États-Unis, se fait encore ressentir.

### Athlètes
- Karin Balzer – 1958 (Elle est forcée de retourner en RDA)
- Ines Geipel – 1989 (Elle s'enfuit après sa carrière sportive ; elle avait fait une première tentative d'évasion en 1984 qui avait échoué)
- Hans Koch
- Jürgen May – 1967
- Renate Neufeld – 1977
- Wolfgang Schmidt – (Départ en 1987 après une tentative d'évasion ratée en 1980)
- Manfred Steinbach

### Cyclistes
- Jürgen Kißner – 1964
- Günter Oldenburg (de) – 1960
- Horst Oldenburg – 1960
- Hartmut Scholz (de)
- Harry Seidel – 1962
- Horst Tüller – 1957
- Dieter Wiedemann (de)

### Joueurs de football
- Horst Assmy (en) – 1959
- Jörg Berger (en) – 1979 (après sa carrière sportive)
- Lutz Eigendorf – 1979
- Rolf Fritzsche (de) – 1959
- Falko Götz – 1983
- Klaus Heydenreich (de) – 1961
- André Köhler (de) – 1989
- Jens König (de) – 1989
- Axel Kruse (en) – 1989
- Frank Lippmann – 1986
- Matthias Morack (de) – 1989
- Norbert Nachtweih – 1976
- Jürgen Pahl (en) – 1976
- Emil Poklitar (de) – 1961
- Michael Polywka (en) – 1966
- Dirk Schlegel (de) – 1983
- Jürgen Sparwasser – 1988 (après sa carrière sportive)
- Rolf Starost (de) – 1961
- Gerd Weber – 1989 (après sa carrière sportive ; il avait tenté une première fois en 1981 lors de sa carrière active)
- Thomas Weiß (de) – 1989

### Joueurs de hockey sur glace
- Guido Hiller (de) – fut renvoyé en RDA
- Stefan Steinbock – fut renvoyé en RDA

### Nageurs
- Jens-Peter Berndt (en) – a fui en 1985 via les USA
- Frank Hoffmeister (en)
- Axel Mitbauer (de)
- Renate Vogel – 1979 (après sa carrière sportive)
- Hans Zierold (en) – 1958

### Patineurs artistiques
- Bodo Bockenauer - 1963
- Ralph Borghard - 1966
- Günter Zöller – 1972

### Skieurs
- Hans-Georg Aschenbach – 1988 (après sa carrière sportive ; il a révélé, après son évasion, le dopage obligatoire de l’état dans les sports de compétition de l'Allemagne de l'Est)[11]
- Karl-Heinz Munk (de)
- Udo Pfeffer
- Ralph Pöhland
- Claus Tuchscherer – fut renvoyé en RDA dans la foulée de son départ[12]

### D'autres sportifs
- Ernst Degner (Motocross)
- Ute Gähler (en) (Lugeuse) – 1964
- Fred Kämmerer (de) (Lutteur)
- Adelheid Nentwig (Basketteuse) – fut renvoyé en RDA
- Hans Joachim Neuling (Rameur)
- Günter Perleberg (Kayakiste)
- Dieter Rauscher (Haltérophile)
- Wolfgang Thüne (en) (Gymnaste) – 1975
- Helmut Uhlig (Basketteur)
- Friedrich-Wilhelm Ulrich (après sa carrière sportive ; il est rameur, maintenant entraîneur dans la branche des cadres)